# David Lawrence
David Lawrence (Rayne, 5 maggio 1959 – Cremona, 20 marzo 2017) è stato un cestista e allenatore di pallacanestro statunitense, professionista in Italia, Paesi Bassi e Spagna.

## Biografia
Dave nasce in una famiglia molto numerosa con ben 13 fratelli.
In Italia si sposa con Daniela, bancaria, da cui ha due figlie: Susan Nichole (1990) e Brenda Carolina (1997) cantante, concorrente a The Voice of Italy 2019. Lotta per vari anni contro un tumore al cervello che sembrava essere sotto controllo, ma scopre di avere anche un tumore ai polmoni che lo porta via in soli 4 mesi. È scomparso nel 2017 all'età di 57 anni.

## Carriera
Fino all'età di 22 anni gioca nella squadra di basket della McNeese State University. Viene poi scelto nel draft NBA 1980 alla 14ª chiamata dai Portland Trail Blazers, e da San Antonio Spurs NBA.
Gioca in Serie A per sei stagioni con Trieste (1980-81), Perugia (1983-1986), Mestre (1986-87) , gioca in Spagna e Cremona (1988-89) e ha segnato un totale di 3.889 punti. Dal 1981 al 1983 gioca nella Lega A olandese e viene nominato miglior giocatore d'Olanda. Nel 1989 e nel 1990 gioca nella Lega A Svizzera di Losanna.
Dal 1991 si dedica principalmente alla carriera di allenatore. Dal 1991 al 1999 collabora con la società Corona-Platina di Cremona come allenatore del settore giovanile e nella prima squadra come giocatore e allenatore. Dal 1993 consegue la qualifica di allenatore nazionale. nel 1999-2000 gioca a Pistoia e svolge anche il ruolo di aiuto allenatore . Nel 2000-01 allena nella Lega A (Treviglio) femminile raggiungendo un quinto posto. Partecipa all'All Stars Game femminile del dicembre 2000 come capo allenatore. Negli ultimi anni ha allenato una squadra femminile di Brescia per una stagione e per due la squadra femminile portandola in serie B, di Cremona. Dal 2011-2013 ha allenato le squadre maschili di Castiglione d'Adda, Casalmorano, e Floris Cremona. Ha inoltre  allenato anche alla Cavasport in Promozione Maschile a Cremona

## Palmarès

### Giocatore
- Campionato olandese: 2

Donar Groningen: 1981-82
EBBC Den Bosch: 1982-83